# Bechsteinfledermaus

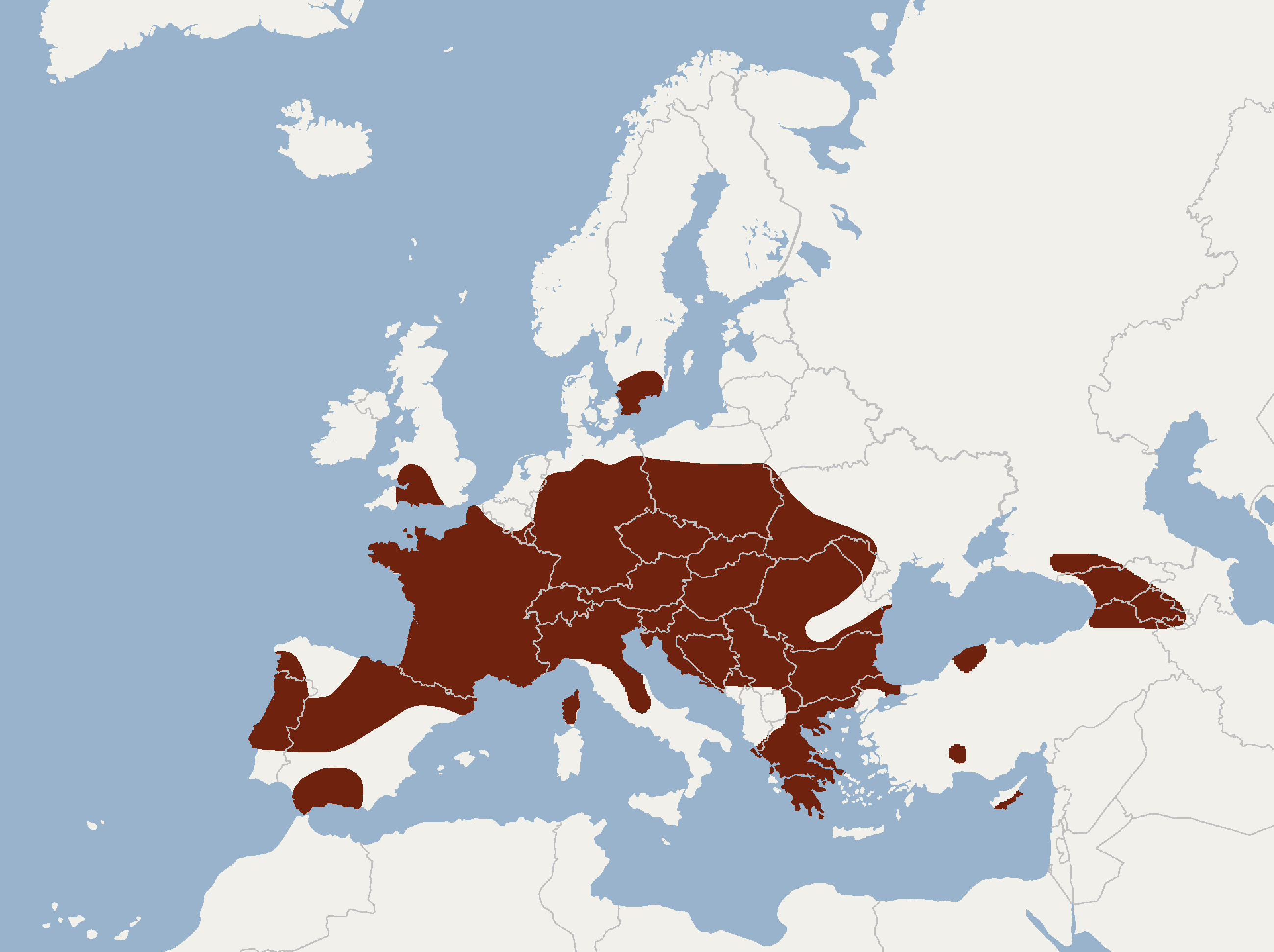
Verbreitungsgebiet der Bechsteinfledermaus

Die Bechsteinfledermaus (Myotis bechsteinii) ist eine Fledermausart, die zur Gattung der Mausohren (Myotis) gehört. Die Mausohren sind der Familie der Glattnasen (Vespertilionidae) zugeordnet. Benannt ist sie nach Johann Matthäus Bechstein, der sich bereits im frühen 19. Jahrhundert für einen Schutz der Fledermäuse eingesetzt hat. Wie alle Fledermäuse orientiert sich auch die Bechsteinfledermaus weniger mit ihren Augen, sondern hauptsächlich mit den Ohren. Sie stößt Ultraschallwellen aus und erkennt am zurückkehrenden Echo ihre Umgebung. Die Annahme, dass bei den Fledermäusen der optische Sinn aufgrund der Entwicklung der Echoortung stark reduziert sei, ist durch Verhaltensversuche widerlegt worden.

## Merkmale
Die relativ langen und breiten Ohren der Bechsteinfledermaus haben einen spitzen Ohrdeckel (Tragus), wie er für alle Arten der Mausohren (Myotis) typisch ist. Die Tiere haben eine Flügelspannweite zwischen 25 und 29 Zentimetern und wiegen zwischen 7 und 14 Gramm. Damit gehören sie zu den mittelgroßen Arten in Europa.

## Ernährung
Wie andere Fledermäuse auch ernährt sich die Bechsteinfledermaus von kleinen Insekten, wie zum Beispiel Fliegen, Mücken und Nachtfaltern. Da diese Art den Rüttelflug beherrscht und die Krabbelgeräusche ihrer Beutetiere wahrnehmen kann, liest sie auch beispielsweise Spinnen und Raupen direkt von der Vegetation auf. Zu ihren Jagdrevieren zählt der Wald, dabei vor allem die bodennahen, insektenreichen Waldschichten.

## Ruheplätze
Als Sommerquartier bevorzugt diese waldbewohnende Art Baumhöhlen. Ersatzweise werden aber auch immer wieder Nistkästen für Vögel angenommen. Die Vogelnistkästen sind aber keine ausreichende Alternative, da die Bechsteinfledermaus häufig ihr Quartier wechselt und daher auf ein Quartierverbundsystem angewiesen ist, wie es in einem höhlenreichen Wald mit vielen alten Bäumen und entsprechendem Totholzanteil vorhanden ist. Eine der wichtigsten Schutzmöglichkeiten ist daher der Erhalt und die Förderung von Laub- und Mischwäldern mit vielen alten und höhlenreichen Bäumen.
Sommerquartiere in oder an Gebäuden werden von dieser Art sehr selten aufgesucht.
Als Winterquartiere suchen die Bechsteinfledermäuse unterirdische Hohlräume wie beispielsweise Höhlen, Bunker, Stollen oder alte Kellergewölbe auf. Da immer wieder Bechsteinfledermäuse mit Erfrierungen an den Ohrspitzen beobachtet werden, wird vermutet, dass ein Teil der Bechsteinfledermäuse sich oberirdische Quartiere wie zum Beispiel Baumhöhlen zum Überwintern sucht. In den unterirdischen, frostsicheren Quartieren würden sie solche Erfrierungen nicht bekommen. In der Segeberger Kalkhöhle werden
200–400 Tiere bei der Überwinterung gezählt.

## Bedrohung
Die Bechsteinfledermaus steht unter Naturschutz. Eines der Hauptprobleme für die heimischen Fledermäuse ist der Mangel an geeigneten Tages- und Winterschlafquartieren sowie an Quartieren für Wochenstuben, in denen die Jungtiere zur Welt kommen und vom Muttertier gepflegt werden, bis sie selbständig sind. Eine massive holzwirtschaftliche Nutzung der Wälder und entsprechende Pflege der Wälder hat dazu geführt, dass der Höhlenreichtum und damit die Anzahl der Quartiere für die Bechsteinfledermaus rapide abgenommen hat, was für diese häufig ihren Standort wechselnde Art fatal ist. Mit dem Schutz der Bechsteinfledermaus begründete der BUND seine Klage vor dem Bundesverwaltungsgericht in Leipzig gegen die Verlegung der A 4 im Zusammenhang mit dem Braunkohletagebau Hambach, die jedoch am 13. Mai 2009 abgewiesen wurde. Gleiches versuchte der BUND beim Lückenschluss der A 33 zwischen dem Autobahnkreuz Bielefeld und Borgholzhausen, doch auch in diesem Fall wies das Bundesverwaltungsgericht die Klage ab. Das OVG Münster verhängte am 5. Oktober 2018 wegen der Vorkommen der Tiere im Hambacher Forst einen vorläufigen Rodungsstopp, bis die Rechtslage bzgl. des europäischen FFH-Schutzes der Tiere endgültig geklärt sei.
Die Bechsteinfledermaus ist in Anhang II und Anhang IV der FFH-Richtlinie gelistet und gleichzeitig eine Verantwortungsart innerhalb der Nationalen Strategie zur biologischen Vielfalt der Bundesregierung.
Eine umfassende Erfassung, Lebensraumanlayse und letztendlich ein Praxishandbuch für den zeitgemäßen Schutz der Bechsteinfledermaus (und anderer waldlebender Fledermäuse in Deutschland) wurde in einem Naturschutzprojekt des Naturparks Rhein-Taunus von 2012 bis 2019 realisiert. Das Projekt wurde vom Bundesprogramm für Biologische Vielfalt gefördert und 2016 als UN-Dekade-Projekt ausgezeichnet.

## Varia
Der BUND aus Hessen und Baden-Württemberg hat das Tier zur „Heimlichtuerin des Jahres“ 2024 gekürt.